# 기타가와 겐지 (프로듀서)
기타가와 겐지(일본어: 北川謙二, 1979년 8월 11일 ~ )는 일본의 프로듀서이다. 주식회사 노스리버 (northriver) 대표 이사이며, AKB48 프로젝트의 어시스턴트 프로듀서로, 주로 영상 작품의 프로듀스를 담당하고 있다.